# George Mountbatten, 4. Marquess of Milford Haven
George Ivar Louis Mountbatten, 4. Marquess of Milford Haven (* 6. Juni 1961 in London) ist ein britischer Unternehmer, Peer und Polospieler mit einem Handicap von 1.
Er entstammt einer alten Polo-Dynastie, die seit 1877 mit dem Polosport in Verbindung gebracht wird. Er stammt aus der Battenberg-Mountbatten-Familie, aus der auch Prinz Philip stammte. Im Alter von 10 Jahren verlor er seinen Vater, weshalb er nicht in der Poloumgebung aufwuchs. Über seinen Großonkel Lord Mountbatten kam er schließlich zum Polosport. Standesgemäß absolvierte er im Guards Polo Club die ersten Trainings als Spieler, ging wenig später aber zur Polo-Akademie von Terry Hanlon im Cowdray Park in West Sussex.
In Milland ließ er den beeindruckendsten Polo-Stall Englands, die Trippetts Farm, errichten. Die Anlage hat eine Größe von 400 Hektar, ist durch Mauern und Hecken von der Öffentlichkeit abgeschirmt und bietet in der Hochsaison rund einem halben Dutzend High-Goal-Teams, 350 Polo-Ponys und 70 Pferdepflegern Platz. Zur Anlage gehören außerdem Polo-Felder, Weiden, Trainingszentrum, Tennisplätze und Swimmingpools.
2010 war er beim St. Moritz Polo World Cup on Snow der Captain des Teams Julius Bär. Ein Jahr davor war er Spieler dieses Teams gewesen, welches dort als Turniersieger hervorging.
Im Jahr 2000, gründete er uSwitch, eine Webseite, die sich auf den Angebotsvergleich spezialisiert hatte. Im März 2006 verkaufte er die Webseite für ungefähr 210 Millionen Britische Pfund an die US-amerikanische Firma E. W. Scripps.

## Privates
Mountbatten war 1989 bis 1996 verheiratet und hat drei Kinder. Er ist erneut verheiratet und steht an 484. Stelle der britischen Thronfolge, da er von Königin Victoria abstammt.
Über seine Großmutter väterlicherseits, die aus russischem Adel ist, stammt er von dem russischen Dichter Alexander Puschkin, von Abraham Petrowitsch Hannibal, einem afrikanischen General Peters des Großen und von Katharina der Großen ab.